# Seconda pratica

La seconda pratica, qui s'oppose à la prima pratica (également désignés style moderne  et style ancien, respectivement) est la musique du début de la période baroque, qui encourage une plus grande liberté d'écriture par rapport aux règles strictes de la prima pratica concernant les dissonances et le contrepoint.
Le terme apparaît pour la première fois en 1603 dans Seconda Parte dell'Artusi, ovvero Delle imperfettioni della moderna musica (« Seconde partie de L'Artusi, ou Des imperfections de la musique moderne ») de Giovanni Artusi, ouvrage dans lequel il est attribué par esprit polémique à L'Ottuso Accademico (« L'obtus académique »). Dans la première partie de L'Artusi (1600), Artusi avait sévèrement critiqué plusieurs madrigaux non publiés de Claudio Monteverdi. Dans la deuxième partie de l'ouvrage, L'Ottuso Accademico défend Monteverdi et les autres compositeurs ayant adopté la seconda pratica. Monteverdi a utilisé le terme pour différencier une partie de sa musique de celle de compositeurs comme Giovanni Pierluigi da Palestrina ou Gioseffo Zarlino.
Le style moderne a été inventé par Giulio Caccini dans son célèbre recueil de madrigaux de 1602, Le nuove musiche (« Les nouvelles musiques ») qui comprenait de nombreuses monodies. La nouveauté introduite par Caccini était que l'accompagnement musical était soumis au déroulement du texte des poèmes ; plus précisément, le style de Caccini élimine tout ornement de monodies contrairement à ce qui se faisait dans le passé. Ce recueil marque également le début de l'utilisation de la basse continue, une autre caractéristique de l'œuvre de Caccini.
Dans la préface de son cinquième livre de madrigaux (1605), Monteverdi a annoncé un livre qu'il se propose d'écrire : « Seconda Pratica, ovvero perfettione della musica moderna » (« La seconde pratique, ou la perfection de la musique moderne »). Un tel livre n'a jamais vu le jour. Mais la préface de son huitième livre de madrigaux (1638) semble être pratiquement un fragment de celui-ci. Monteverdi y prétend avoir inventé un nouveau style animé ou agité (il genere concitato - le « genre animé », plus tard appelé Stile concitato) pour rendre la musique « parfaite » (perfetta). En 1607, lors de la publication des Scherzi musicali de Claudio Monteverdi, son frère Giulio Cesare Monteverdi rédige la célèbre Dichiaratione, document fondamental concernant la « seconda pratica », dans laquelle il défend son frère contre les critiques de Giovanni Maria Artusi.